# Bilady, Bilady, Bilady
Bilady, Bilady, Bilady (Mi país, Mi país, Mi país; en árabe: بلادي بلادي بلادي) es el himno nacional de Egipto. La letra y la melodía han sido compuestas por Sayed Darwich (1892-1923). Este himno fue adoptado oficialmente en 1979. 	
Aunque la versión moderna tiene tres estrofas, sólo se canta la primera.

## Letra
مصر انت أغلى درة
فوق جبين الدهر غرة
يا بلادي عيشي حرة
واسلمي رغم الأعادي

بلادي بلادي بلادي
لكِ حبي و فؤادي
بلادي بلادي بلادي
لك حبي و فؤادي

مصر يا أرض النعيم
سدت بالمجد القديم
مقصدى دفع الغريم
وعلى الله اعتمادى

بلادي بلادي بلادي
لكِ حبي و فؤادي
بلادي بلادي بلادي
لكِ حبي و فؤادي

مصر اولادك كرام
أوفياء يرعوا الزمام
سوف تحظى بالمرام
باتحادهم و اتحادي

بلادي بلادي بلادي
لكِ حبي و فؤادي

| Bilādī, bilādī, bilādī Lakī ḥubbī wa fū’ādī Bilādī, bilādī, bilādī Lakī ḥubbī wa fū’ādī Miṣr yā umm al-bilād Āntī ghāyatī wal-murād Wa ‘alá kull al-‘ibad Kam liNīlik min āyād Bilādī, bilādī, bilādī Lakī ḥubbī wa fū’ādī Bilādī, bilādī, bilādī Lakī ḥubbī wa fū’ādī Misru ya Ardi-nna`eem Sudta bil majdil-qadeem Misru ya Ardi-nna`eem Sudta bil majdil-qadeem Maqsidee daf`ul-ghareem Wa `ala-llahi-`timaadi. Misr Anti Aghla Durra Fawqa Gabeen Ad-dahr Ghurra Misr Anti Aghla Durra Fawqa Gabeen Ad-dahr Ghurra Ya Biladi 'Aishi Hurra Wa As 'Adi Raghm-al-adi. Bilādī, bilādī, bilādī Lakī ḥubbī wa fū’ādī Bilādī, bilādī, bilādī Lakī ḥubbī wa fū’ādī Bilādī, bilādī, bilādī Lakī ḥubbī wa fū’ādī Bilādī, bilādī, bilādī Lakī ḥubbī wa fū’ādī Misr Awladik Kiram Aufiya Yar'u-zimam Misr Awladik Kiram Aufiya Yar'u-zimam Saufa Tahdha bil-maraam Bittihadhim Wa-ittihadi. Bilādī, bilādī, bilādī Lakī ḥubbī wa fū’ādī Bilādī, bilādī, bilādī Lakī ḥubbī wa fū’ādī | Mi país, mi país, mi país. Tienes mi amor y mi corazón. Mi país, mi país, mi país, Tienes mi amor y mi corazón. Egipto! Oh madre de todas las tierras, Mi esperanza y mi ambición, Y sobre todas las personas Su Nilo tiene innumerables gracias Mi país, mi país, mi país, Mi amor y mi corazón son para ti. Mi país, mi país, mi país, Mi amor y mi corazón son para ti. Egipto! Joya más preciosa, Luminoso en la frente de eternidad! Oh mi patria, ser libres para siempre, A salvo de todos los enemigos! Mi patria, mi patria, mi patria, Mi amor y mi corazón son para ti. Mi patria, mi patria, mi patria, Mi amor y mi corazón son para ti. Egipto, tierra de bondades Que gobernó con la antigua gloria Mi objetivo es repeler a los enemigos Y confío en Dios Mi patria, mi patria, mi patria, Mi amor y mi corazón son para ti. Mi patria, mi patria, mi patria, Mi amor y mi corazón son para ti. Egipto! Nobles son tus hijos, Leal, y los tutores de las riendas. Que alcanzar altas aspiraciones Con su unidad y con la mía. Mi patria, mi patria, mi patria, Mi amor y mi corazón son para ti. |